# Die Mobilés
Die Mobilés sind eine deutsche Theatergruppe. Ihre verschiedenen Theaterprogramme und Performances wurden bei zahlreichen TV-, Kultur- und Sportveranstaltungen gezeigt. Die Mobilés sind heute besonders für ihr Schattentheater „Moving Shadows“ bekannt.
Neben ihren wechselnden Theaterprogrammen haben sich Die Mobilés auch auf personalisierte Aufführungen im Bereich Business-Event-Theater (Unternehmenstheater) sowie personalisiertes Schattentheater spezialisiert, bei denen für Unternehmen und Institutionen maßgeschneiderte Shows entwickelt und aufgeführt werden.

## Geschichte
Die Mobilés wurden 1979 an der Deutschen Sporthochschule Köln als freie Theatergruppe unter dem Namen „Mobilé“ in einer Bewegungstheater AG unter der Leitung des Dozenten Kafi Biermann gegründet. Alle Mitglieder erlernten ein Repertoire an Bewegungstechniken, Akrobatik, Schauspiel, Tanz, Zirkustechniken und Körpersprache. Choreografien wurden über Improvisationstechniken in der Gruppe entwickelt. Durch Zusammenarbeit mit Regisseuren wie Mauricio Kagel, Jérôme Savary, dem Pantomimen Eberhard Kube, dem Clown Peter Shub, den Choreographen Bob Reeves, Louis Bartoletto und den Akrobaten Olympiads vergrößerte sich das Darstellungsspektrum.
Von der 11-köpfigen Gruppe aus den 1980er-Jahren sind heute die Choreographen und Regisseure Harald Fuß, Michaela Köhler-Schaer und Stefan Südkamp das kreative Kernteam.
Ihre höchste Bekanntheit erhielten Die Mobilés unter anderem durch ihre Auftritte bei Wetten, dass..? (ZDF), der RTL-TV-Show Das Supertalent sowie dessen französischem Pendant La France a un incroyable talent.

## Programme
Die Mobilés haben Theaterprogramme entwickelt, die mit nationalen und internationalen Preisen ausgezeichnet wurden.
- 1981: Bilder einer Kirmes (Kafi Biermann, Ensemblearbeit)
- 1987: Ein Tag wie du und ich (Eberhard Kube, Bob Reeves, Ensemblearbeit)
- 1991: Drunter und Drüber (Regie: Harald Fuß)
- 2002: Comunicase: (Regie: Stefan Südkamp)
- 2007: BeWeGung (Regie: Harald Fuß und Stefan Südkamp)[1]
- 2013: Moving Shadows (Regie: Harald Fuß)
- 2020: Moving Shadows II (Regie: Michaela Köhler-Schaer und Stefan Südkamp)
- 2023 Moving Shadows – Christmas Special (Regie: Stefan Südkamp und Michaela Köhler-Schaer)
- 2023 Moving Shadows Our World! (Regie: Stefan Südkamp und Michaela Köhler-Schaer)

## Fernsehauftritte
- 1985: Das aktuelle Sportstudio (ZDF)
- 1988: Wetten, dass..? (ZDF)
- 1989: Fernsehgarten (ZDF)
- 1992: Gute-Nacht-Schäfchen (arte)
- 2011: Supertalent (Halbfinale) (RTL)
- 2011: Der klügste Deutsche (ARD)
- 2012: Kuschelrock (RTL)
- 2012: Das Supertalent (RTL)[2]
- 2012: La France a un incroyable talent (Paris/Frankreich) (M6)
- 2013: Beat the Best (Paris/Frankreich) (TF1)
- 2013: Les grands gagnants de La France a un incroyable talent (Paris/Frankreich) (M6)
- 2013: Gala Juste pour rire (Montréal/Kanada) (CTV Montréal)
- 2015: 25 Jahre Deutsche Einheit (youTube) (ZDF)
- 2016: I can do that (Inclupedia) (ZDF)
- 2017: Tag der Deutschen Einheit (SWR)
- 2019: La France a un incroyable talent – La bataill de Jury (Paris/Frankreich) (M6)
- 2020: Mitwirkung beim ProSieben TV Quiz „Wer sieht das denn?“
- 2022: 2. Sieger bei „Tú sí que vales“ (Rom/Italien)
- 2023: Mitwirkung bei WDR „Frag doch mal die Maus“

## Auszeichnungen
- 1989: St. Ingberter Pfanne, Publikumspreis (Mobilé)
- 2010: Tuttlinger Krähe, Sonderpreis (Theater Mobilé)
- 2012: Sieger des französischen „Supertalentes“ La France a un incroyable talent
- 2013: Juste pour rire / Just for laughs, Publikumspreis und Kreativitätspreis
- 2022: Tú sí que vales 2. Platz – Sieger der Herzen